# Eccoptomera nigricornis
Eccoptomera nigricornis är en tvåvingeart som beskrevs av Gabriel Strobl 1906. Eccoptomera nigricornis ingår i släktet Eccoptomera och familjen myllflugor. Inga underarter finns listade i Catalogue of Life.